# Список Гран-прі Формули-1
Список Гран-прі «Формули-1» — список всіх етапів, що входили в чемпіонат світу FIA, починаючи з 1950 року.
Станом на кінець сезону 2010 року, 839 Гран-прі проходили в рамках чемпіонату світу, включаючи Індіанаполіс 500.
Гран-прі (фр. Grand Prix) — традиційна назва для головних гонок автоспорту. Ця традиція закріпилася на початку XX століття. Усі автоперегони, що входять у чемпіонат «Формули-1», мають назву Гран-прі (за винятком гонок Індіанаполіс 500, які умовно входять до календаря «Формули-1» чемпіонатів 1950—1960 років). Як правило, автоперегони можуть називатися Гран-прі, якщо загальна дистанція траси складає не менше 300 км. Це актуально для всіх Гран-прі, що проводились у «Формулі-1» (за винятком Гран-прі Монако).

## Гран-прі за країною
Жирним шрифтом виділено 23 Гран-прі поточного чемпіонату. 
| Країна            | Гран-прі                    | Роки                                                                                      | Кіл-ть |
| ----------------- | --------------------------- | ----------------------------------------------------------------------------------------- | ------ |
| Австралія         | Гран-прі Австралії          | 1985–2019, 2020–2021, 2022                                                                | 36     |
| Австрія           | Гран-прі Австрії            | 1964, 1970–1987, 1997–2003, 2014–2022                                                     | 35     |
| Австрія           | Гран-прі Штирії             | 2020–2021                                                                                 | 2      |
| Азербайджан       | Гран-прі Азербайджану       | 2017–2019, 2020, 2021–2022                                                                | 4      |
| Аргентина         | Гран-прі Аргентини          | 1953–1958, 1960, 1972–1975, 1977–1981, 1994, 1995–1998, 1999                              | 20     |
| Бахрейн           | Гран-прі Бахрейну           | 2004–2010, 2011, 2012–2022                                                                | 18     |
| Бахрейн           | Гран-прі Сахіру             | 2020                                                                                      | 1      |
| Бельгія           | Гран-прі Бельгії            | 1950–1956, 1957, 1958, 1960–1968, 1969, 1970, 1971, 1972–2002, 2004–2005, 2006, 2007–2022 | 67     |
| Бразилія          | Гран-прі Бразилії           | 1973–2019, 2020                                                                           | 47     |
| Бразилія          | Гран-прі Сан-Паулу          | 2021–2022                                                                                 | 2      |
| Велика Британія   | Гран-прі Великої Британії   | 1950–2022                                                                                 | 73     |
| Велика Британія   | Гран-прі 70-ти річчя        | 2020                                                                                      | 1      |
| В'єтнам           | Гран-прі В'єтнаму           | 2020–2021                                                                                 | 0      |
| Європа            | Гран-прі Європи             | 1983–1985, 1993–1997, 1999–2012, 2016                                                     | 23     |
| Іспанія           | Гран-прі Іспанії            | 1951, 1952–1953, 1954, 1955, 1968–1979, 1981, 1982, 1986–2022                             | 53     |
| Індія             | Гран-прі Індії              | 2011–2013                                                                                 | 3      |
| Італія            | Гран-прі Італії             | 1950–2022                                                                                 | 73     |
| Італія            | Гран-прі Пескари            | 1957                                                                                      | 1      |
| Італія            | Гран-прі Тоскани            | 2020                                                                                      | 1      |
| Італія            | Гран-прі Емілії-Романьї     | 2020–2022                                                                                 | 3      |
| Канада            | Гран-прі Канади             | 1964–1974, 1976–1986, 1987, 1988–2008, 2009, 2010–2019, 2020–2021, 2022                   | 51     |
| Катар             | Гран-прі Катару             | 2021, 2023                                                                                | 1      |
| Китай             | Гран-прі Китаю              | 1999, 2004–2019, 2020–2022                                                                | 16     |
| Люксембург        | Гран-прі Люксембургу        | 1997–1998                                                                                 | 2      |
| Малайзія          | Гран-прі Малайзії           | 1999–2017                                                                                 | 19     |
| Марокко           | Гран-прі Марокко            | 1958, 1959–1961                                                                           | 1      |
| Мексика           | Гран-прі Мексики            | 1963–1970, 1971, 1986–1992, 2015–2019                                                     | 20     |
| Мексика           | Гран-прі Мехіко             | 2020, 2021–2022                                                                           | 2      |
| Монако            | Гран-прі Монако             | 1950, 1951, 1955–2019, 2020, 2021–2022                                                    | 68     |
| Нідерланди        | Гран-прі Нідерландів        | 1952–1953, 1954, 1955, 1956–1957, 1958–1971, 1972, 1973–1985, 2020, 2021–2022             | 32     |
| Німеччина         | Гран-прі Німеччини          | 1951–1954, 1955, 1956–1959, 1961–2006, 2008–2014, 2016, 2018–2019                         | 64     |
| Німеччина         | Гран-прі Айфеля             | 2020                                                                                      | 1      |
| ОАЕ               | Гран-прі Абу-Дабі           | 2009–2022                                                                                 | 14     |
| ПАР               | Гран-прі Південної Африки   | 1962–1963, 1965, 1967–1980, 1982–1985, 1992–1993                                          | 23     |
| Португалія        | Гран-прі Португалії         | 1958–1960, 1984–1996, 1997–1998, 2020–2021                                                | 18     |
| Південна Корея    | Гран-прі Кореї              | 2010–2013, 2014                                                                           | 4      |
| Росія             | Гран-прі Росії              | 2014–2021, 2022                                                                           | 8      |
| Сан-Марино        | Гран-прі Сан-Марино         | 1981–2006                                                                                 | 27     |
| Саудівська Аравія | Гран-прі Саудівської Аравії | 2021–2022                                                                                 | 2      |
| Сінгапур          | Гран-прі Сінгапуру          | 2008–2019, 2020–2021, 2022                                                                | 13     |
| США               | Індіанаполіс 500            | 1950–1960                                                                                 | 11     |
| США               | Гран-прі США                | 1959–1980, 1981, 1989–1991, 1992, 2000–2007, 2012–2019, 2020, 2021–2022                   | 43     |
| США               | Гран-прі США-Захід          | 1976–1983                                                                                 | 8      |
| США               | Гран-прі Цезарс-Паласу      | 1980, 1981–1982                                                                           | 2      |
| США               | Гран-прі Детройту           | 1982–1988                                                                                 | 7      |
| США               | Гран-прі Далласу            | 1984                                                                                      | 1      |
| США               | Гран-прі Америки            | 2013                                                                                      | 0      |
| США               | Гран-прі Маямі              | 2022                                                                                      | 1      |
| США               | Гран-прі Лас-Вегаса         | 2023                                                                                      | 0      |
| Туреччина         | Гран-прі Туреччини          | 2005–2011, 2020–2021                                                                      | 9      |
| Угорщина          | Гран-прі Угорщини           | 1986–2022                                                                                 | 37     |
| Франція           | Гран-прі Франції            | 1950–1954, 1955, 1956—2008, 2009, 2018–2019, 2020, 2021–2022                              | 64     |
| Швейцарія         | Гран-прі Швейцарії          | 1950–1954, 1955, 1982                                                                     | 6      |
| Швеція            | Гран-прі Швеції             | 1973–1978, 1979                                                                           | 6      |
| Японія            | Гран-прі Японії             | 1976–1977, 1978, 1987–2019 2020–2021, 2022                                                | 37     |
| Японія            | Гран-прі Тихого океану      | 1994–1995                                                                                 | 2      |

## Гран-прі за сезоном

### 1950–1959
| №  | 1950      | 1951      | 1952       | 1953       | 1954      | 1955       | 1956      | 1957      | 1958       | 1959       |
| -- | --------- | --------- | ---------- | ---------- | --------- | ---------- | --------- | --------- | ---------- | ---------- |
| 1  | Британія  | Швейцарія | Швейцарія  | Аргентина  | Аргентина | Аргентина  | Аргентина | Аргентина | Аргентина  | Монако     |
| 2  | Монако    | Інді 500  | Інді 500   | Інді 500   | Інді 500  | Монако     | Монако    | Монако    | Монако     | Інді 500   |
| 3  | Інді 500  | Бельгія   | Бельгія    | Нідерланди | Бельгія   | Інді 500   | Інді 500  | Інді 500  | Нідерланди | Нідерланди |
| 4  | Швейцарія | Франція   | Франція    | Бельгія    | Франція   | Бельгія    | Бельгія   | Франція   | Інді 500   | Франція    |
| 5  | Бельгія   | Британія  | Британія   | Франція    | Британія  | Нідерланди | Франція   | Британія  | Бельгія    | Британія   |
| 6  | Франція   | Німеччина | Німеччина  | Британія   | Німеччина | Британія   | Британія  | Німеччина | Франція    | Німеччина  |
| 7  | Італія    | Італія    | Нідерланди | Німеччина  | Швейцарія | Італія     | Німеччина | Пескара   | Британія   | Португалія |
| 8  |           | Іспанія   | Італія     | Швейцарія  | Італія    |            | Італія    | Італія    | Німеччина  | Італія     |
| 9  |           |           |            | Італія     | Іспанія   |            |           |           | Португалія | США        |
| 10 |           |           |            |            |           |            |           |           | Італія     |            |
| 11 |           |           |            |            |           |            |           |           | Марокко    |            |

### 1960–1969
| №  | 1960       | 1961       | 1962       | 1963       | 1964       | 1965       | 1966       | 1967       | 1968       | 1969       |
| -- | ---------- | ---------- | ---------- | ---------- | ---------- | ---------- | ---------- | ---------- | ---------- | ---------- |
| 1  | Аргентина  | Монако     | Нідерланди | Монако     | Монако     | ПАР        | Монако     | ПАР        | ПАР        | ПАР        |
| 2  | Монако     | Нідерланди | Монако     | Бельгія    | Нідерланди | Монако     | Бельгія    | Монако     | Іспанія    | Іспанія    |
| 3  | Інді 500   | Бельгія    | Бельгія    | Нідерланди | Бельгія    | Бельгія    | Франція    | Нідерланди | Монако     | Монако     |
| 4  | Нідерланди | Франція    | Франція    | Франція    | Франція    | Франція    | Британія   | Бельгія    | Бельгія    | Нідерланди |
| 5  | Бельгія    | Британія   | Британія   | Британія   | Британія   | Британія   | Нідерланди | Франція    | Нідерланди | Франція    |
| 6  | Франція    | Німеччина  | Німеччина  | Німеччина  | Німеччина  | Нідерланди | Німеччина  | Британія   | Франція    | Британія   |
| 7  | Британія   | Італія     | Італія     | Італія     | Австрія    | Німеччина  | Італія     | Німеччина  | Британія   | Німеччина  |
| 8  | Португалія | США        | США        | США        | Італія     | Італія     | США        | Канада     | Німеччина  | Італія     |
| 9  | Італія     |            | ПАР        | Мексика    | США        | США        | Мексика    | Італія     | Італія     | Канада     |
| 10 | США        |            |            | ПАР        | Мексика    | Мексика    |            | США        | Канада     | США        |
| 11 |            |            |            |            |            |            |            | Мексика    | США        | Мексика    |
| 12 |            |            |            |            |            |            |            |            | Мексика    |            |

### 1970–1979
| №  | 1970       | 1971       | 1972      | 1973       | 1974       | 1975       | 1976       | 1977       | 1978       | 1979       |
| -- | ---------- | ---------- | --------- | ---------- | ---------- | ---------- | ---------- | ---------- | ---------- | ---------- |
| 1  | ПАР        | ПАР        | Аргентина | Аргентина  | Аргентина  | Аргентина  | Бразилія   | Аргентина  | Аргентина  | Аргентина  |
| 2  | Іспанія    | Іспанія    | ПАР       | Бразилія   | Бразилія   | Бразилія   | ПАР        | Бразилія   | Бразилія   | Бразилія   |
| 3  | Монако     | Монако     | Іспанія   | ПАР        | ПАР        | ПАР        | США-Захід  | ПАР        | ПАР        | ПАР        |
| 4  | Бельгія    | Нідерланди | Монако    | Іспанія    | Іспанія    | Іспанія    | Іспанія    | США-Захід  | США-Захід  | США-Захід  |
| 5  | Нідерланди | Франція    | Бельгія   | Бельгія    | Бельгія    | Монако     | Бельгія    | Іспанія    | Монако     | Іспанія    |
| 6  | Франція    | Британія   | Франція   | Монако     | Монако     | Бельгія    | Монако     | Монако     | Бельгія    | Бельгія    |
| 7  | Британія   | Німеччина  | Британія  | Швеція     | Швеція     | Швеція     | Швеція     | Бельгія    | Іспанія    | Монако     |
| 8  | Німеччина  | Австрія    | Німеччина | Франція    | Нідерланди | Нідерланди | Франція    | Швеція     | Швеція     | Франція    |
| 9  | Австрія    | Італія     | Австрія   | Британія   | Франція    | Франція    | Британія   | Франція    | Франція    | Британія   |
| 10 | Італія     | Канада     | Італія    | Нідерланди | Британія   | Британія   | Німеччина  | Британія   | Британія   | Німеччина  |
| 11 | Канада     | США        | Канада    | Німеччина  | Німеччина  | Німеччина  | Австрія    | Німеччина  | Німеччина  | Австрія    |
| 12 | США        |            | США       | Австрія    | Австрія    | Австрія    | Нідерланди | Австрія    | Австрія    | Нідерланди |
| 13 | Мексика    |            |           | Італія     | Італія     | Італія     | Італія     | Нідерланди | Нідерланди | Італія     |
| 14 |            |            |           | Канада     | Канада     | США        | Канада     | Італія     | Італія     | Канада     |
| 15 |            |            |           | США        | США        |            | США        | США        | США        | США        |
| 16 |            |            |           |            |            |            | Японія     | Канада     | Канада     |            |
| 17 |            |            |           |            |            |            |            | Японія     |            |            |

### 1980–1989
| №  | 1980       | 1981         | 1982         | 1983       | 1984       | 1985       | 1986       | 1987       | 1988       | 1989       |
| -- | ---------- | ------------ | ------------ | ---------- | ---------- | ---------- | ---------- | ---------- | ---------- | ---------- |
| 1  | Аргентина  | США-Захід    | ПАР          | Бразилія   | Бразилія   | Бразилія   | Бразилія   | Бразилія   | Бразилія   | Бразилія   |
| 2  | Бразилія   | Бразилія     | Бразилія     | США-Захід  | ПАР        | Португалія | Іспанія    | Сан-Марино | Сан-Марино | Сан-Марино |
| 3  | ПАР        | Аргентина    | США-Захід    | Франція    | Бельгія    | Сан-Марино | Сан-Марино | Бельгія    | Монако     | Монако     |
| 4  | США-Захід  | Сан-Марино   | Сан-Марино   | Сан-Марино | Сан-Марино | Монако     | Монако     | Монако     | Мексика    | Мексика    |
| 5  | Бельгія    | Бельгія      | Бельгія      | Монако     | Франція    | Канада     | Бельгія    | Детройт    | Канада     | США        |
| 6  | Монако     | Монако       | Монако       | Бельгія    | Монако     | Детройт    | Канада     | Франція    | Детройт    | Канада     |
| 7  | Франція    | Іспанія      | Детройт      | Детройт    | Канада     | Франція    | Детройт    | Британія   | Франція    | Франція    |
| 8  | Британія   | Франція      | Канада       | Канада     | Детройт    | Британія   | Франція    | Німеччина  | Британія   | Британія   |
| 9  | Німеччина  | Британія     | Нідерланди   | Британія   | Даллас     | Німеччина  | Британія   | Угорщина   | Німеччина  | Німеччина  |
| 10 | Австрія    | Німеччина    | Британія     | Німеччина  | Британія   | Австрія    | Німеччина  | Австрія    | Угорщина   | Угорщина   |
| 11 | Нідерланди | Австрія      | Франція      | Австрія    | Німеччина  | Нідерланди | Угорщина   | Італія     | Бельгія    | Бельгія    |
| 12 | Італія     | Нідерланди   | Німеччина    | Нідерланди | Австрія    | Італія     | Австрія    | Португалія | Італія     | Італія     |
| 13 | Канада     | Італія       | Австрія      | Італія     | Нідерланди | Бельгія    | Італія     | Іспанія    | Португалія | Португалія |
| 14 | США        | Канада       | Швейцарія    | Європа     | Італія     | Європа     | Португалія | Мексика    | Іспанія    | Іспанія    |
| 15 |            | Цезарс-Палас | Італія       | ПАР        | Європа     | ПАР        | Мексика    | Японія     | Японія     | Японія     |
| 16 |            |              | Цезарс-Палас |            | Португалія | Австралія  | Австралія  | Австралія  | Австралія  | Австралія  |

### 1990–1999
| №  | 1990       | 1991       | 1992       | 1993       | 1994        | 1995        | 1996       | 1997       | 1998       | 1999       |
| -- | ---------- | ---------- | ---------- | ---------- | ----------- | ----------- | ---------- | ---------- | ---------- | ---------- |
| 1  | США        | США        | ПАР        | ПАР        | Бразилія    | Бразилія    | Австралія  | Австралія  | Австралія  | Австралія  |
| 2  | Бразилія   | Бразилія   | Мексика    | Бразилія   | Тихий океан | Аргентина   | Бразилія   | Бразилія   | Бразилія   | Бразилія   |
| 3  | Сан-Марино | Сан-Марино | Бразилія   | Європа     | Сан-Марино  | Сан-Марино  | Аргентина  | Аргентина  | Аргентина  | Сан-Марино |
| 4  | Монако     | Монако     | Іспанія    | Сан-Марино | Монако      | Іспанія     | Європа     | Сан-Марино | Сан-Марино | Монако     |
| 5  | Канада     | Канада     | Сан-Марино | Іспанія    | Іспанія     | Монако      | Сан-Марино | Монако     | Іспанія    | Іспанія    |
| 6  | Мексика    | Мексика    | Монако     | Монако     | Канада      | Канада      | Монако     | Іспанія    | Монако     | Канада     |
| 7  | Франція    | Франція    | Канада     | Канада     | Франція     | Франція     | Іспанія    | Канада     | Канада     | Франція    |
| 8  | Британія   | Британія   | Франція    | Франція    | Британія    | Британія    | Канада     | Франція    | Франція    | Британія   |
| 9  | Німеччина  | Німеччина  | Британія   | Британія   | Німеччина   | Німеччина   | Франція    | Британія   | Британія   | Австрія    |
| 10 | Угорщина   | Угорщина   | Німеччина  | Німеччина  | Угорщина    | Угорщина    | Британія   | Німеччина  | Австрія    | Німеччина  |
| 11 | Бельгія    | Бельгія    | Угорщина   | Угорщина   | Бельгія     | Бельгія     | Німеччина  | Угорщина   | Німеччина  | Угорщина   |
| 12 | Італія     | Італія     | Бельгія    | Бельгія    | Італія      | Італія      | Угорщина   | Бельгія    | Угорщина   | Бельгія    |
| 13 | Португалія | Португалія | Італія     | Італія     | Португалія  | Португалія  | Бельгія    | Італія     | Бельгія    | Італія     |
| 14 | Іспанія    | Іспанія    | Португалія | Португалія | Європа      | Європа      | Італія     | Австрія    | Італія     | Європа     |
| 15 | Японія     | Японія     | Японія     | Японія     | Японія      | Тихий океан | Португалія | Люксембург | Люксембург | Малайзія   |
| 16 | Австралія  | Австралія  | Австралія  | Австралія  | Австралія   | Японія      | Японія     | Японія     | Японія     | Японія     |
| 17 |            |            |            |            |             | Австралія   |            | Європа     |            |            |

### 2000–2009
| №  | 2000       | 2001       | 2002       | 2003       | 2004       | 2005       | 2006       | 2007      | 2008      | 2009      |
| -- | ---------- | ---------- | ---------- | ---------- | ---------- | ---------- | ---------- | --------- | --------- | --------- |
| 1  | Австралія  | Австралія  | Австралія  | Австралія  | Австралія  | Австралія  | Бахрейн    | Австралія | Австралія | Австралія |
| 2  | Бразилія   | Малайзія   | Малайзія   | Малайзія   | Малайзія   | Малайзія   | Малайзія   | Малайзія  | Малайзія  | Малайзія  |
| 3  | Сан-Марино | Бразилія   | Бразилія   | Бразилія   | Бахрейн    | Бахрейн    | Австралія  | Бахрейн   | Бахрейн   | Китай     |
| 4  | Британія   | Сан-Марино | Сан-Марино | Сан-Марино | Сан-Марино | Сан-Марино | Сан-Марино | Іспанія   | Іспанія   | Бахрейн   |
| 5  | Іспанія    | Іспанія    | Іспанія    | Іспанія    | Іспанія    | Іспанія    | Європа     | Монако    | Туреччина | Іспанія   |
| 6  | Європа     | Австрія    | Австрія    | Австрія    | Монако     | Монако     | Іспанія    | Канада    | Монако    | Монако    |
| 7  | Монако     | Монако     | Монако     | Монако     | Європа     | Європа     | Монако     | США       | Канада    | Туреччина |
| 8  | Канада     | Канада     | Канада     | Канада     | Канада     | Канада     | Британія   | Франція   | Франція   | Британія  |
| 9  | Франція    | Європа     | Європа     | Європа     | США        | США        | Канада     | Британія  | Британія  | Німеччина |
| 10 | Австрія    | Франція    | Британія   | Франція    | Франція    | Франція    | США        | Європа    | Німеччина | Угорщина  |
| 11 | Німеччина  | Британія   | Франція    | Британія   | Британія   | Британія   | Франція    | Угорщина  | Угорщина  | Європа    |
| 12 | Угорщина   | Німеччина  | Німеччина  | Німеччина  | Німеччина  | Німеччина  | Німеччина  | Туреччина | Європа    | Бельгія   |
| 13 | Бельгія    | Угорщина   | Угорщина   | Угорщина   | Угорщина   | Угорщина   | Угорщина   | Італія    | Бельгія   | Італія    |
| 14 | Італія     | Бельгія    | Бельгія    | Італія     | Бельгія    | Туреччина  | Туреччина  | Бельгія   | Італія    | Сінгапур  |
| 15 | США        | Італія     | Італія     | США        | Італія     | Італія     | Італія     | Японія    | Сінгапур  | Японія    |
| 16 | Японія     | США        | США        | Японія     | Китай      | Бельгія    | Китай      | Китай     | Японія    | Бразилія  |
| 17 | Малайзія   | Японія     | Японія     |            | Японія     | Бразилія   | Японія     | Бразилія  | Китай     | Абу-Дабі  |
| 18 |            |            |            |            | Бразилія   | Японія     | Бразилія   |           | Бразилія  |           |
| 19 |            |            |            |            |            | Китай      |            |           |           |           |

### 2010–2019
| №  | 2010      | 2011      | 2012      | 2013      | 2014      | 2015      | 2016      | 2017        | 2018        | 2019        |
| -- | --------- | --------- | --------- | --------- | --------- | --------- | --------- | ----------- | ----------- | ----------- |
| 1  | Бахрейн   | Австралія | Австралія | Австралія | Австралія | Австралія | Австралія | Австралія   | Австралія   | Австралія   |
| 2  | Австралія | Малайзія  | Малайзія  | Малайзія  | Малайзія  | Малайзія  | Бахрейн   | Китай       | Бахрейн     | Бахрейн     |
| 3  | Малайзія  | Китай     | Китай     | Китай     | Бахрейн   | Китай     | Китай     | Бахрейн     | Китай       | Китай       |
| 4  | Китай     | Туреччина | Бахрейн   | Бахрейн   | Китай     | Бахрейн   | Росія     | Росія       | Азербайджан | Азербайджан |
| 5  | Іспанія   | Іспанія   | Іспанія   | Іспанія   | Іспанія   | Іспанія   | Іспанія   | Іспанія     | Іспанія     | Іспанія     |
| 6  | Монако    | Монако    | Монако    | Монако    | Монако    | Монако    | Монако    | Монако      | Монако      | Монако      |
| 7  | Туреччина | Канада    | Європа    | Канада    | Канада    | Канада    | Канада    | Канада      | Канада      | Канада      |
| 8  | Канада    | Європа    | Британія  | Британія  | Австрія   | Австрія   | Європа    | Азербайджан | Франція     | Франція     |
| 9  | Європа    | Британія  | Європа    | Німеччина | Британія  | Британія  | Австрія   | Австрія     | Австрія     | Австрія     |
| 10 | Британія  | Німеччина | Німеччина | Угорщина  | Німеччина | Угорщина  | Британія  | Британія    | Британія    | Британія    |
| 11 | Німеччина | Угорщина  | Угорщина  | Бельгія   | Угорщина  | Бельгія   | Угорщина  | Угорщина    | Німеччина   | Німеччина   |
| 12 | Угорщина  | Бельгія   | Бельгія   | Італія    | Бельгія   | Італія    | Німеччина | Бельгія     | Угорщина    | Угорщина    |
| 13 | Бельгія   | Італія    | Італія    | Сінгапур  | Італія    | Сінгапур  | Бельгія   | Італія      | Бельгія     | Бельгія     |
| 14 | Італія    | Сінгапур  | Сінгапур  | Корея     | Сінгапур  | Японія    | Італія    | Сінгапур    | Італія      | Італія      |
| 15 | Сінгапур  | Японія    | Японія    | Японія    | Японія    | Росія     | Сінгапур  | Малайзія    | Сінгапур    | Сінгапур    |
| 16 | Японія    | Корея     | Корея     | Індія     | Росія     | США       | Малайзія  | Японія      | Росія       | Росія       |
| 17 | Корея     | Індія     | Індія     | Абу-Дабі  | США       | Мексика   | Японія    | США         | Японія      | Японія      |
| 18 | Бразилія  | Абу-Дабі  | Абу-Дабі  | США       | Бразилія  | Бразилія  | США       | Мексика     | США         | Мексика     |
| 19 | Абу-Дабі  | Бразилія  | США       | Бразилія  | Абу-Дабі  | Абу-Дабі  | Мексика   | Бразилія    | Мексика     | США         |
| 20 |           |           | Бразилія  |           |           |           | Бразилія  | Абу-Дабі    | Бразилія    | Бразилія    |
| 21 |           |           |           |           |           |           | Абу-Дабі  |             | Абу-Дабі    | Абу-Дабі    |

### 2020–2029
| №  | 2020           | 2021              | 2022              | 2023 | 2024 | 2025 | 2026 | 2027 | 2028 | 2029 |
| -- | -------------- | ----------------- | ----------------- | ---- | ---- | ---- | ---- | ---- | ---- | ---- |
| 1  | Австрія        | Бахрейн           | Бахрейн           |      |      |      |      |      |      |      |
| 2  | Штирія         | Емілія-Романья    | Саудівська Аравія |      |      |      |      |      |      |      |
| 3  | Угорщина       | Португалія        | Австралія         |      |      |      |      |      |      |      |
| 4  | Британія       | Іспанія           | Емілія-Романья    |      |      |      |      |      |      |      |
| 5  | 70-ти річчя    | Монако            | Маямі             |      |      |      |      |      |      |      |
| 6  | Іспанія        | Азербайджан       | Іспанія           |      |      |      |      |      |      |      |
| 7  | Бельгія        | Франція           | Монако            |      |      |      |      |      |      |      |
| 8  | Італія         | Штирія            | Азербайджан       |      |      |      |      |      |      |      |
| 9  | Тоскана        | Австрія           | Канада            |      |      |      |      |      |      |      |
| 10 | Росія          | Британія          | Британія          |      |      |      |      |      |      |      |
| 11 | Айфель         | Угорщина          | Австрія           |      |      |      |      |      |      |      |
| 12 | Португалія     | Бельгія           | Франція           |      |      |      |      |      |      |      |
| 13 | Емілія-Романья | Нідерландів       | Угорщина          |      |      |      |      |      |      |      |
| 14 | Туреччина      | Італія            | Бельгія           |      |      |      |      |      |      |      |
| 15 | Бахрейн        | Росія             | Нідерландів       |      |      |      |      |      |      |      |
| 16 | Сахір          | Туреччина         | Італія            |      |      |      |      |      |      |      |
| 17 | Абу-Дабі       | США               | Сінгапур          |      |      |      |      |      |      |      |
| 18 |                | Мехіко            | Японія            |      |      |      |      |      |      |      |
| 19 |                | Сан-Паулу         | США               |      |      |      |      |      |      |      |
| 20 |                | Катар             | Мехіко            |      |      |      |      |      |      |      |
| 21 |                | Саудівська Аравія | Сан-Паулу         |      |      |      |      |      |      |      |
| 22 |                | Абу-Дабі          | Абу-Дабі          |      |      |      |      |      |      |      |